# Diamantino (filme)
Diamantino é um filme luso-brasileiro-francês do género comédia dramática, realizado e escrito por Gabriel Abrantes e Daniel Schmidt, e protagonizado por Carloto Cotta. A sua estreia mundial ocorreu a 11 de maio de 2018 na setuagésima primeira edição do Festival de Cannes, onde venceu o Grande Prémio da Semana da Crítica, e o Palme Dog. O filme teve a sua antestreia em Portugal a 14 de Setembro de 2018, abrindo o festival de cinema Queer Lisboa, estreando oficialmente naquele país a 4 de Abril de 2019.

## Projecto
Segundo o realizador Gabriel Abrantes, a personagem principal era inicialmente uma mulher, inspirada em Angelina Jolie, Madonna e Mia Farrow, três celebridades que fizeram uma adopção internacional. Ao adaptar o projecto à realidade portuguesa, chegaram à conclusão que a estrela máxima nacional em Portugal seria um craque de futebol. Embora as semelhanças entre o protagonista e Cristiano Ronaldo sejam óbvias, nunca houve qualquer contacto entre a produção do filme e os representantes do jogador. Segundo Gabriel Abrantes, "o filme é uma paródia" que "tenta fazer uma crítica aguda, mas cómica, a alguns dos aspetos mais absurdos desse tipo de personagem", não se referindo a nenhuma personagem com existência real.

## Enredo
Diamantino, o protagonista e narrador em voz off, é o melhor jogador de futebol do mundo, com um talento que ele próprio explica como uma inspiração envolvendo campos de algodão e cãezinhos felpudos: "É verdade, eu acho que algo de maravilhoso acontecia quando eu jogava. Algo assim tipo transcendental. Tudo se fundia, o relvado, os fãs… e era só eu. Eu e os cachorrinhos felpudos". Diamantino é natural dos Açores, com acentuado sotaque micaelense. O seu pai, único amigo e conselheiro, morre logo no início do filme. Na sua família, que gosta de aparecer, sobressaem as duas irmãs gémeas, interpretadas por Anabela e Margarida Moreira, malvadas e dispostas a tudo para lhe extorquir o dinheiro todo.
A certo ponto Diamantino é requisitado por uma espécie de ministério da propaganda português para protagonizar uma campanha nacionalista, em que Diamantino surge como símbolo de Portugal, corporizando D. Afonso Henriques expulsando os árabes do país, numa referência à crise migratória na Europa. Diamantino será também alvo de experiências genéticas, com vista a cloná-lo e produzir mais exemplares raciais como ele. Durante um sonho, em que vê uma barca de refugiados a afundar-se, decide adoptar uma criança refugiada, desencadeando uma reviravolta no filme.
O filme contém ainda referências ao Brexit.

## Crítica
O crítico de cinema Eurico de Barros descreveu o filme no jornal Observador como "uma comédia surreal que se mete com Cristiano Ronaldo". O site de cinema C7nema descreveu o filme como um dos "um dos OVNIs maiores do cinema contemporâneo português", sem paralelo em Portugal.

## Elenco
- Carloto Cotta como Diamantino
- Cleo Diára
- Anabela Moreira
- Margarida Moreira
- Chico Chapas
- Carla Maciel
- Filipe Vargas
- Manuela Moura Guedes
- Joana Barrios
- Maria Leite

## Reconhecimentos
| Ano  | Prémios                                                  | Categorias                         | Destinatários e nomeados | Resultado | Referências        |
| ---- | -------------------------------------------------------- | ---------------------------------- | ------------------------ | --------- | ------------------ |
| 2018 | 71.º Festival de Cannes                                  | Grande Prémio da Semana da Crítica | Diamantino               | Venceu    | [ 2 ] [ 3 ] [ 10 ] |
| 2018 | 71.º Festival de Cannes                                  | Palme Dog                          | Diamantino               | Venceu    | [ 2 ] [ 3 ] [ 10 ] |
| 2018 | 71.º Festival de Cannes                                  | Queer Palm                         | Diamantino               | Indicado  | [ 2 ] [ 3 ] [ 10 ] |
| 2018 | Festival de Cinema de Munique                            | Prémio CineVision                  | Diamantino               | Indicado  | [ 11 ]             |
| 2018 | Festival Internacional de Cinema Fantástico de Neuchâtel | Prémio Narcisse                    | Diamantino               | Indicado  | [ 12 ]             |
| 2018 | Festival Internacional de Cinema Fantástico de Neuchâtel | Prémio Méliès de Prata             | Diamantino               | Indicado  | [ 12 ]             |
| 2018 | Festival de Cinema de Sitges                             | Maria Honorífica                   | Diamantino               | Indicado  | [ 13 ]             |
| 2018 | Cine Ceará                                               | Melhor montagem                    | Raphaëlle Martin-Holger  | Venceu    | [ 14 ]             |
| 2018 | Prémios do Cinema Europeu                                | Categorias a serem anunciadas      | Diamantino               | Indicado  | [ 15 ]             |